# Bandeira de Adamantina
A Bandeira de Adamantina é um Dos Símbolos Municipais Oficiais, Assim Como o Brasão e o Hino, Instituídos Por Lei. A Bandeira do Município foi Criado pelo Arcinóe Antônio Peixoto de Faria, Conhecido por Criar Bandeiras e Brasões de Outros Municípios Brasileiros.

## Descrição
Será esquartelada em faixa, sendo os quartéis vermelhos constituídos por três faixas brancas carregadas de sobre faixas pretas, dispostas no sentido horizontal,que partem de um triângulo branco - firmado na tralha, onde o brasão municipal é aplicado.

## Significado
- O triângulo branco, firmado na tralha, representa a própria cidade-sede do município e é símbolo heráldico da liberdade, igualdade e fraternidade;
- A Cor branca é símbolo da paz, amizade, trabalho, prosperidade, pureza, religiosidade; o brasão contido nessa figura geométrica representa o governo municipal.

- As faixas que partem do triângulo, brancas e carregadas do sobre-faixas pretas simbolizam a irradiação do Poder Municipal que expande a todos os quadrantes de seu território;
- A cor preta é símbolo da austeridade, prudência, sabedoria, moderação, firmeza de caráter.

- Os quartéis vermelhos assim construídos, representam as propriedades rurais existentes no território municipal;
- A cor vermelha é símbolo da fertilidade, dedicação, amor-pátrio, audácia, intrepidez, coragem.[1]